# TLC: Tables, Ladders and Chairs (2009)
WWE TLC: Tables, Ladders and Chairs ou bien WWE TLC est une manifestation de catch télédiffusée uniquement en paiement à la séance et produite par la World Wrestling Entertainment en remplacement d'Armageddon. Il s'est déroulé le 13 décembre 2009 à San Antonio au Texas et était consacré aux matchs avec des tables, des échelles et des chaises (TLC Match).
Il s'agit de la première édition de ce spectacle annuel qui remplace WWE Armageddon. Durant cette soirée huit matchs ont lieu dont six matchs mettant en jeu les titres de la fédération. Chacun d'entre eux est déterminé par des storylines rédigées par les scénaristes de la WWE ; soit par des rivalités survenues avant le pay-per-view.
Le match phare de la soirée est un Tables, Ladders and Chairs (TLC) match pour le championnat par équipe unifié de la WWE, le but étant de décrocher les deux ceintures suspendus au milieu du ring grâce à une échelle et des tables et des chaises peuvent être utilisés. Triple H et Shawn Michaels remportent le titre de Chris Jericho et Big Show. La rencontre pour le championnat de la WWE a vu la victoire de Sheamus sur le champion en titre John Cena et enfin le match pour le championnat du monde Poids-Lourd de la WWE a vu l'Undertaker conserver son titre face à Batista.
15 226 spectateurs étaient présents à l'AT&T Center et 228000 ont acheté le spectacle en paiement à la séance.

## Contexte
Les spectacles de la World Wrestling Entertainment en paiement à la séance sont constitués de matchs aux résultats prédéterminés par les scénaristes de la WWE. Ces rencontres sont justifiées par des storylines - une rivalité avec un catcheur, la plupart du temps - ou par des qualifications survenues dans les émissions de la WWE telles que RAW, SmackDown, ECW et Superstars. Tous les catcheurs possèdent un gimmick, c'est-à-dire qu'ils incarnent un personnage gentil ou méchant, qui évolue au fil des rencontres. Un pay-per-view comme TLC: Tables, Ladders and Chairs est donc un événement tournant pour les différentes storylines en cours.

### John Cena contre Sheamus pour le championnat de la WWE
Lors de l'édition de Raw du 23 novembre, après s'être qualifié en battant Finlay, Sheamus remporte une Bataille royale pour devenir challenger no 1 pour le championnat de la WWE détenu par John Cena. Plus tard dans la soirée, Jesse Ventura, le guest host de la soirée, organise une signature de contrat entre les deux. Après les signatures, Sheamus attaque John Cena avec son Brogue Kick puis le projette à travers un table. Jesse Ventura annonce alors que ce match sera un Tables Match. La semaine suivante, Sheamus a agressé  John Cena lors d'un segment entre le champion et Carlito.

### Chris Jericho et Big Show contre D-Generation-X pour le championnat par équipe unifié de la WWE

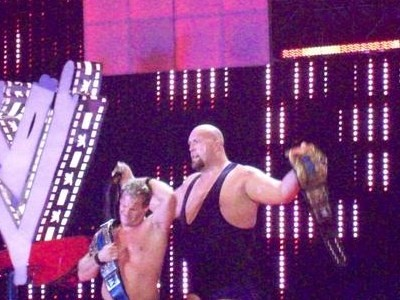
Chris Jericho et The Big Show, connus sous le nom de JeriShow vont défendre leurs titres face à la D-Generation X.

Lors de RAW du 16 novembre, D-Generation X (Triple H et Shawn Michaels) et Jeri-Show (Big Show et Chris Jericho) perdent contre le champion de la WWE John Cena et le champion du monde poids-lourd The Undertaker. La semaine suivante, lors de RAW le 23 novembre, la DX bat The Hart Dynasty mais JeriShow montent sur le ring après le match. Jesse Ventura a annoncé que Chris Jericho et le Big Show affronteraient Triple H et Shawn Michaels pour le WWE Unified Tag Team Championship dans un TLC Match.
La semaine suivante, Triple H affronte et bat Chris Jericho avec comme stipulation que le perdant affronte l'équipe entière dans un Handicap match. Lors de RAW le 4 décembre, Chris Jericho contre la DX se termine en No-Contest, à la suite d'une intervention du Big Show pendant que l'arbitre était KO, puis JeriShow prennent la fuite avec leurs titres. Lors de Smackdown du 11 décembre, Chris Jericho et The Big Show battent Eric Escobar puis affirment qu'ils feront de même contre D-Generation X et qu'ils mettront fin à leur mythe.

### Christian contre Shelton Benjamin pour le championnat de l'ECW
À la ECW, le 24 novembre, le champion Christian lance un défi : un Ladder match pour le championnat de l'ECW à TLC. Plus tard dans la soirée, Shelton Benjamin bat Zack Ryder pour devenir le challenger au titre de Champion de l'ECW de Christian,. La semaine suivante, ils font équipe et battent Vladimir Koslov et Ezekiel Jackson. Ils font à nouveau équipe la semaine suivante avec Yoshi Tatsu et battent Vladimir Koslov, Ezekiel Jackson et William Regal.

### Undertaker contre Batista pour le championnat du monde Poids-Lourd de la WWE

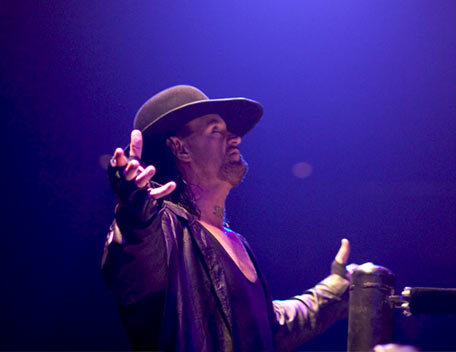
The Undertaker va affronter Batista pour le World Heavyweight Championship.

Lors de Smackdown le 27 novembre, Batista bat Kane par décompte à l'extérieur après l'avoir frappé avec une chaise ; il devient ainsi le challenger no 1 pour le Championnat du monde Poids-Lourd. Plus tard dans la soirée, le tenant du titre, The Undertaker affrontait Chris Jericho. Alors que le Deadman allait porter son Tombstone Pildedriver, l'Animal Batista est intervenu en frappant l'Undertaker avec une chaise. Le match sera un Chairs Match. La semaine suivante, l'Undertaker veut confronter Batista mais ce dernier attaque The Undertaker pendant son entrée avec une chaise et lui inflige un Spinebuster sur cette chaise et soulève le titre de l'Undertaker encore à terre. Le 11 décembre, Batista bat Rey Mysterio dans un match Street Fight. Après le match, il voulut attaquer Rey Mysterio, mais l'Undertaker est intervenu et a attaqué Batista.

### John Morrison contre Drew McIntyre pour le championnat Intercontinental de la WWE
À SmackDown le 4 décembre, Drew McIntyre bat le champion Intercontinental John Morrison. Il obtient ainsi un match simple pour le titre au pay-per-view suivant, TLC.

### Kofi Kingston contre Randy Orton
Lors de RAW du 16 novembre au Madison Square Garden à New York, Kofi Kingston effectue un Boom Drop sur Randy Orton qui était allongé sur la table des commentateurs. À RAW le 7 décembre, Kofi Kingston a battu Randy Orton avec Mark Cuban en arbitre spécial. Après le match, Mark Cuban annonce que lors de TLC, les deux s'affronteront dans un match simple.

### Michelle McCool contre Mickie James pour le championnat féminin de la WWE
Le 4 décembre à SmackDown, Mickie James sort gagnante d'un Triple Threat Match qui comprenait également Beth Phoenix et Natalya pour déterminer la challengeuse numéro un au WWE Women's Championship, détenu par Michelle McCool. À TLC, James aura l'opportunité de devenir WWE Women's Champion pour la cinquième fois de sa carrière.

## Matchs

### Matchs préliminaires
Le spectacle a commencé avec un match non télévisé ou dark match opposant CM Punk accompagné de Luke Gallows face à R-truth. Punk s'est moqué de son adversaire avant le début du combat, peu de temps après Gallows a poussé Truh ce qui a poussé l'arbitre à demander à ce dernier de quitter les abords du ring. Truth prend l'avantage mais son adversaire réussit à enrouler ses bras autour du cou de son adversaire qui est au sol, de sorte à l'empêcher de respirer. Mais Truth brise la prise. Par la suite, Punk prend l'avantage et s’apprête à exécuter sa prise de finition, le Go To Sleep mais Truth réussit à effectuer un Roll-Up et remporte le match.

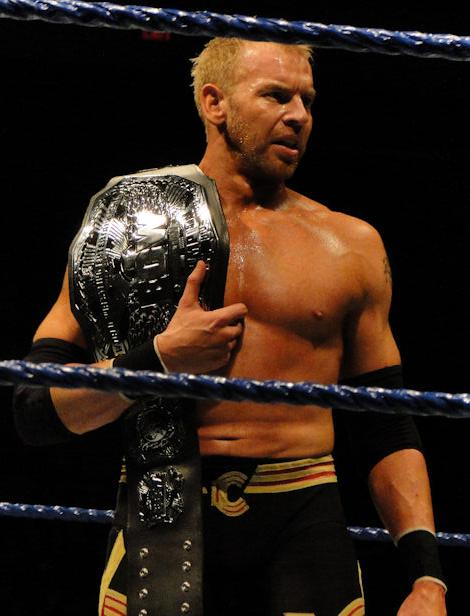
Christian a conservé son ECW Championship.

Le deuxième match de la soirée est un Ladder match pour le championnat de l'ECW entre Christian et Shelton Benjamin. Après quelques minutes de combat sur le ring l'action se déplace en dehors du ring quand Benjamin part chercher une échelle et que son adversaire vient l'en empêcher. Christian installe une échelle au milieu du ring et tente de décrocher la ceinture mais son adversaire le ramène au sol. Benjamin tente lui aussi de décrocher la ceinture mais son adversaire le ramène au sol puis le projette en dehors du ring. Christian décide alors d'affaiblir son adversaire en utilisant l'échelle comme une arme mais Benjamin réussit à saisir les deux jambes de son adversaire pour le mettre au sol et Christian se prend l'échelle sur la tête et a une plaie au visage. À la suite de cette action, le médecin intervient pour soigner Christian en dehors du ring et le match est pendant quelques minutes suspendu au grand dam du public qui crie « We want blood » (On veut du sang.),.
Le match reprend en dehors du ring avec Benjamin qui effectue un swanton dive, un saut du haut de l'échelle sur son adversaire debout et où il retombe en s'asseyant sur le torse de ce dernier. Shelton place ensuite une échelle horizontalement entre le tablier du ring et la table des commentateurs et tente d'affaiblir encore son adversaire en se servant de cette échelle sur son adversaire mais Christian réussit à pousser Shelton dans une autre échelle. Les deux catcheurs se retrouvent ensuite sur le ring et utilisent à plusieurs reprises les échelles comme une arme en projetant leur adversaire dans celles-ci. Shelton Benjamin tente de décrocher la ceinture mais Christian le ramène au sol en effectuant un reverse DDT depuis l'échelle. Par la suite Benjamin effectue une clotheline du haut de l'échelle sur son adversaire le projetant hors du ring.
Shelton tente de décrocher la ceinture mais Christian retire l'échelle puis le frappe avec pour le faire retomber au sol sans succès. Il décide alors d'installer une échelle et après avoir amené son adversaire au sol et tente de décrocher la ceinture mais Benjamin réussit à mettre les jambes de son adversaire sur ses épaules et fait une powerbomb envoyant son adversaire dans une échelle placée dans un coin du ring. Benjamin tente de faire une german suplex sur son adversaire dans l'échelle qu'il avait précédemment mise entre le tablier et la table des commentateurs mais Christian réussit à prendre le dessus et, à la suite d'un coup de pied, couche son adversaire sur cette échelle. Il en profite pour lui porter un frog splash cassant l'échelle. Christian profite de ce que son adversaire est inconscient en dehors du ring pour décrocher la ceinture et ainsi il conserve son titre de champion de l'ECW.

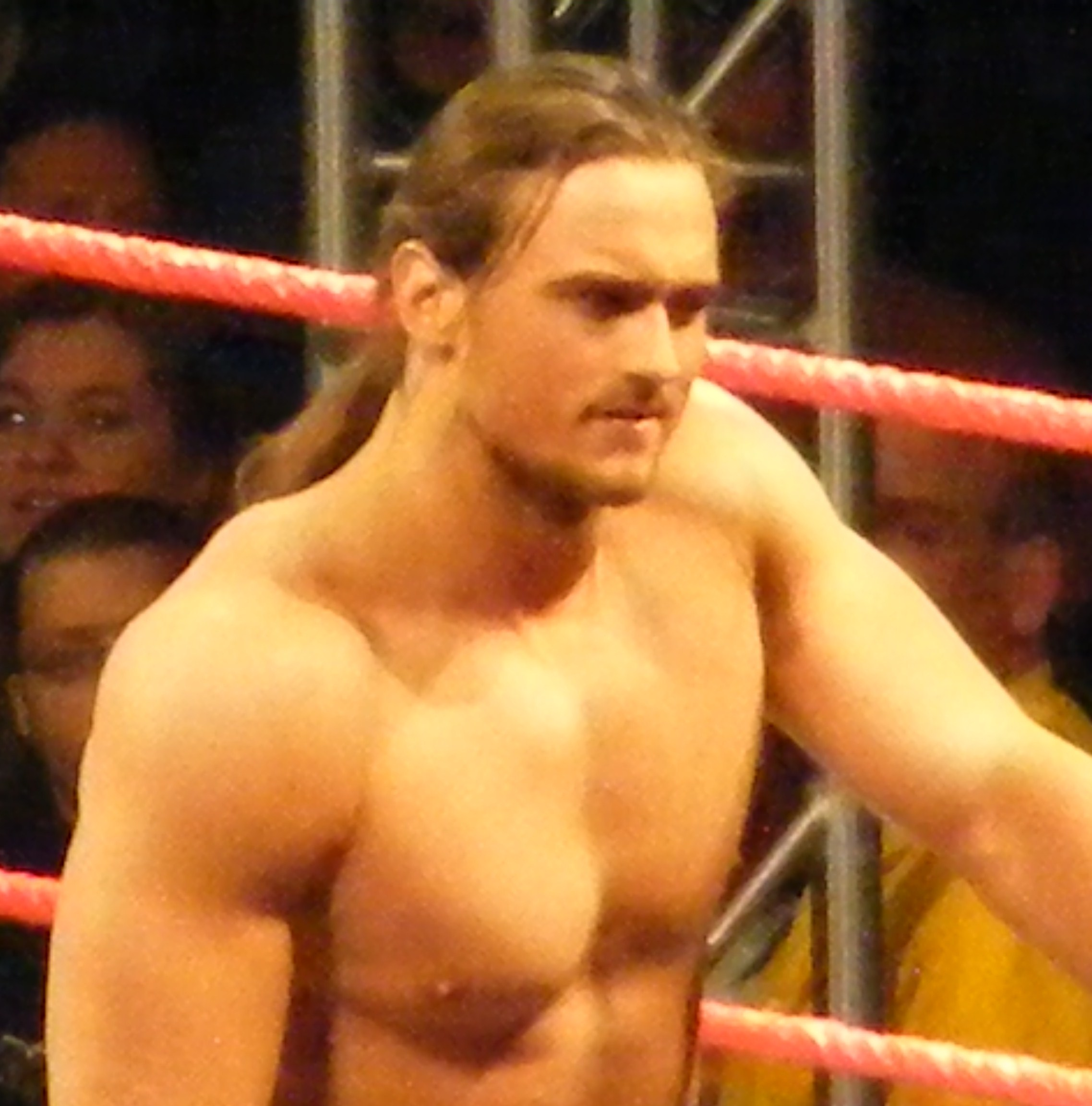
Drew McIntyre repart vainqueur de son match et devient Champion Intercontinental de la WWE.

Le match suivant est un match simple pour le championnat Intercontinental opposant John Morrison à Drew McIntyre. L'Écossais prend l'avantage en mettant son adversaire dans un coin du ring dès le début du match puis il tente une front face lock mais son adversaire arrive à se sortir de cette prise de soumission. Morisson prend alors l'avantage et fait un hurricanrana suivi d'un coup de pied dans le dos de son adversaire avant de tenter le tombé mais l'arbitre ne compte que jusqu'à deux. McIntyre sort du ring et son adversaire fait de même mais Morrison se retrouve projeté dans un des poteaux du ring. L'Écossais ramène son adversaire sur le ring pour faire le tombé mais l'arbitre ne compte que jusqu'à deux puis il amène son adversaire dans un coin du ring et frappe son adversaire. Morrison réussit à se relancer dans le match en faisant un headscissors DDT et, après quelques coups, tente un tombé mais l'arbitre ne compte que jusqu'à deux. Il monte ensuite sur la troisième corde et effectue un missile dropkick, un double coup de pied sur son adversaire debout et tente encore une fois le tombé sans succès. McIntyre reprend le dessus en s'en prenant aux jambes de son adversaire et fait ensuite un Alabama Slam inversé et tente sans succès le tombé. Morrison réussit à faire un dropkick sur son adversaire qui le fait sortir du ring et ensuite sors du ring pour attaquer l'Écossais. Ce dernier tente de projeter son adversaire dans la barricade mais Morrison esquive puis monte sur le tablier pour donner un enzuigiri. Il ramène l'Écossais sur le ring à proximité d'un des coins pour lui porter son Starship pain et fait le tombé mais une des jambes de McIntyre est sous les cordes. L'écossais reprend le dessus en s'en prenant aux yeux de son adversaire pendant que l'arbitre regardait ailleurs et effectue un Future Shock DDT et fait le tombé pour remporter le match.
Après le sacre de McIntyre, on a eu le combat entre Michelle McCool accompagné par Layla à Mickie James. Le match commence par des échanges de coups puis les deux catcheuses sortent du ring. McCool prend l'avantage grâce à Layla qui distrait son adversaire. De retour sur le ring, James revient dans le combat mais encore une fois Layla la distrait et se prend un coup de pied. Cela a permis à Michelle de faire un Big boot pour remporter le match.
Avant le match pour le championnat par équipe, Randy Orton a affronté Kofi Kingston dans un match simple. Durant les matches, les deux hommes ont utilisé beaucoup de prises de soumission, tandis qu'en dehors du ring Kofi a essayé de sauter sur Orton mais le Ghanéen a reçu un dropkick, un saut suivi d'un coup des deux pieds, dans l'estomac. Orton a ensuite continué à frapper le ventre de son adversaire jusqu'à ce que Kingston réagisse et effectue ses différentes prises de signatures et de finition (S.O.S, Boom drop et Trouble in Paradise avant de tenter le tombé mais son adversaire attrape les cordes. Enfin Randy fait un RKO pour remporter le match.

### Matchs principaux (Main events)

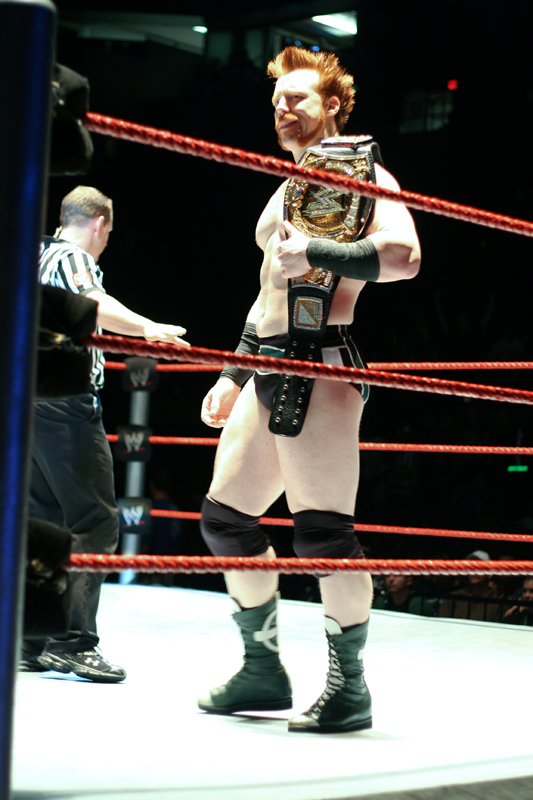
Sheamus quitte le ring avec le WWE Championship.

Après le match entre Michelle McCool et Mickie James vient le Table match pour le championnat de la WWE entre John Cena et Sheamus. Cena prend l'avantage en début de match mais rapidement l'irlandais reprend le dessus. L'action se déplace ensuite en dehors du ring quand Sheamus cherche une table sous le ring, à ce moment-là Cena le pousse dans la table des commentateurs puis le pousse à nouveau dans une barricade puis enfin dans les escaliers avant de déployer une table en dehors du ring. Il place ensuite son adversaire sur la table et monte sur la troisième corde mais Sheamus retrouve ses esprits et revient sur le ring où il reprend l'avantage et après avoir asséné à son plusieurs coups au visage il effectue un running powerslam. Cena roule jusqu'aux cordes et derrière lui il y a la table. Le guerrier celte tente alors de faire tomber son adversaire mais après quelques tentatives Cena lui porte un coup d'épaule dans le torse puis tente un Attitude Adjustement pour envoyer son adversaire à travers la table mais ce dernier se retient à la troisième corde et envoie Cena heurter la tête la première un des coins du ring. Les deux hommes se battent ensuite hors du ring, où Cena tente encore une fois et sans succès son Attitude Adjustement puis Sheamus tente son High Cross sans succès. Les deux hommes se battent dans le public et reviennent vers le ring. Cena ramène son adversaire sur le ring, trouve une autre table sous le tablier et décide de la déployer en dehors du ring. Quand Cena remonte sur le ring son adversaire lui donne un Brogue kick. L'irlandais va alors chercher une autre table qu'il pose sur un des coins du ring. Sheamus tente de pousser son adversaire à travers la table mais son adversaire reprend le dessus puis place le Five Knuckle Shuffle puis place son Attitude Adjustement sur le ring, son adversaire ayant eu le temps de sortir la table qui était sur le ring. Cena ramène une table sur le ring et prépare une superplex depuis la troisième corde mais il glisse et passe à travers la table et Sheamus devient champion de la WWE.
Après le sacre de Sheamus vient le chairs match pour le championnat du monde Poids-Lourd entre l'Undertaker et Batista. Dès le début du match Batista sort du ring pour prendre une chaise mais cela déplaît à son adversaire qui le ramène sur le ring. Le deadman prend l'avantage en ce début de match grâce à une clothesline. Batista revient dans le combat avec une clothesline et tente le tombé sans succès puis l'Undertaker amène son adversaire hors du ring. Il envoie la tête de Batista dans l'escalier métallique puis va chercher une chaise et se prend un coup de pied de son adversaire avant de se servir de cette arme. Le deadman réussit néanmoins à reprendre l'avantage en envoyant son adversaire dans le public. Après avoir mis des chaises sur le ring l'Undertaker tente de donner un coup de pied à son adversaire mais ce dernier esquive puis lui donne des coups de chaise. Batista ramène son adversaire aux abords du ring et tente d'asséner à celui-ci on coup de chaise dans la tête mais l'Undertaker esquive puis reprend l'avantage dans le match en ramenant son adversaire sur le ring après avoir fait un leg drop sur le tablier du ring. Le deadman tente ensuite un old school mais son adversaire arrive à briser la clé de bras et fait une superplex avant de tenter une Batista Bomb mais le phenom le contre en effectuant un back body drop. Après quelques coups de poing entre les deux adversaires Batista effectue un spinebuster et place ensuite une chaise dans un coin du ring entre la deuxième et la troisième corde. Batista tente alors d'envoyer son adversaire dans cette chaise mais l'Undertaker reprend le dessus et fait son old school avant de faire sa prise de soumission, le Hell's Gate mais son adversaire arrive à toucher une des cordes mettant fin à la soumission, puis il fait le tombé sans succès après avoir fait un chokeslam sur Batista. Alors qu'il prépare son Tombstone Piledriver Batista réussit à pousser son adversaire dans un coin, se saisit d'une chaise et assène à l'Undertaker un coup de chaise dans la tête et fait le tombé et remporte le match.
Alors que Batista s'apprêtait à quitter le ring, Theodore Long ordonne que le match recomence. Le deadman porte rapidement son Tombstone Piledriver pour remporter le match.
Après la victoire de Randy Orton vient le tornado TLC match pour le Championnat par équipes unifié entre Chris Jericho et le Big Show à D-Generation X (Triple H et Shawn Michaels). Le match commence, Triple H affronte Show en dehors du ring et Michaels affronte Jericho sur le ring. Peu de temps après les deux équipes installent des tables autour du ring. Pendant que Show et Triple H se battent sur la rampe d'accès, Michaels prend l'ascendant sur Jericho avant que son adversaire ne reprennent le dessus puis il vient vers la rampe aider son équipier. Il arrive à prendre le dessus sur Triple H et se bat ensuite avec une chaise avec Michaels qui a le même objet dans les mains et ce dernier prend le dessus mais Show vient ensuite mettre le Heart Break Kid à terre. Jericho et Big Show décident alors d'aller sur le ring pour décrocher la ceinture mais sont rapidement stoppés par DX, et Jericho se prend un coup d'échelle de la part du Hunter. Après avoir donné des coups d'échelle à Y2J et à Show, Shawn Michaels monte pour décrocher la ceinture mais Big Show le fait redescendre après avoir mis Triple H à terre. Jericho revient dans le match en s'en prenant à Michaels. Show place l'échelle dans un coin du ring et y projette dedans ses deux adversaires. Triple H se dégage et réussit à envoyer Y2J dans l'échelle puis il prend le dessus sur Big Show. Show tente ensuite un chokeslam que Hunter contre en faisant un DDT. Michaels vient faire une descente du coup du haut de la troisième corde sur le géant à terre. Jericho revient dans le combat et porte son Codebreaker sur HBK. Show réinstalle l'échelle et tente de décrocher les ceintures mais se prend un coup de chaise dans le dos de la part de Triple H et Show lui assène un coup de poing mettant son adversaire à terre. Show essaie à nouveau de monter à l'échelle mais DX décide de déséquilibrer l'échelle projettant leur adversaire dans les cordes. Michaels remet en place l'échelle et monte dessus mais Jericho revient et déséquilibre l'échelle envoyant l'Heart Break Kid en dehors du ring. Il tente alors de décrocher les ceintures mais Triple H le ramène au sol en effectuant une powerbomb. Il tente de décrocher la ceinture mais Show lui porte un chokeslam et casse l'échelle et casse une autre échelle en prenant en sandwich ses deux adversaires au sol avec l'échelle. Jericho tente de décrocher la ceinture après être monté sur les épaules de son équipier mais la DX revient dans le match et envoie Y2J hors du ring et Show se prend un superkick puis un coup d'échelle qui l'envoie hors du ring. Triple H tient l'échelle pour que Shawn Michaels décroche les ceintures.
| #                                                                | Match                                                            | Stipulation                                                          | Durée |
| ---------------------------------------------------------------- | ---------------------------------------------------------------- | -------------------------------------------------------------------- | ----- |
| Dark                                                             | R-Truth bat CM Punk (w/Luke Gallows)                             | Match Simple                                                         | 8:12  |
| 1                                                                | Christian (c) bat Shelton Benjamin                               | Ladder Match pour l'ECW Championship                                 | 18:05 |
| 2                                                                | Drew McIntyre bat John Morrison (c)                              | Match Simple pour le WWE Intercontinental Championship               | 10:19 |
| 3                                                                | Michelle McCool (w/Layla) (c) bat Mickie James                   | Match Simple pour le WWE Women's Championship                        | 7:31  |
| 4                                                                | Sheamus bat John Cena (c)                                        | Tables Match pour le WWE Championship                                | 16:19 |
| 5                                                                | The Undertaker (c) bat Batista                                   | Chairs Match pour le WWE World Heavyweight Championship              | 13:14 |
| 6                                                                | Randy Orton bat Kofi Kingston                                    | Match Simple                                                         | 13:11 |
| 7                                                                | D-Generation X battent Jeri-Show (Chris Jericho et Big Show) (c) | TLC Tornado Tag Team Match pour le WWE Unified Tag Team Championship | 22:32 |
| (c) désigne le(s) champion(s) défendant son titre dans le match. |                                                                  |                                                                      |       |

## Accueil et critiques
Les médias irlandais ont salué la victoire de Sheamus qui devient le premier irlandais à remporter un titre majeur au sein d'une fédération amèricaine de catch,.
Bob Kapur, journaliste au Canadian Online Explorer a déclaré que « la WWE fini l'année avec un très bon pay-per-view » donnant à la soirée une note de 8,5 sur 10. Le premier match entre Christian et Shelton Benjamin est « très bon avec une utilisation créative des échelles » et donne à ce match la note de 9 sur 10. Le deuxième match entre Drew McIntyre et John Morrison reçoit la note de 8 sur 10. Il considère que le sacre de McIntyre comme celui de Sheamus « marquent ce qui serait la direction futur de la compagnie avec de nouveaux catcheurs plus jeunes » et considère néanmoins que « le personnage de Drew (l'élu que Vince McMahon voit devenir champion) devrait être un peu plus défini ». Enfin il a trouvé que le public de San Antonio a apprécié la victoire de D-Generation X.
James Caldwell du Pro Wrestling Torch lui est beaucoup plus sévère dans son jugement. Le match entre Christian et Shelton Benjamin est selon lui « trop chorégraphié... Avec une fin décente mais les deux hommes n'ont pas volé la vedette » et c'est pour ces raisons qu'il a attribué que deux étoiles sur cinq. Seul le match final entre JeriShow (Chris Jericho et Big Show trouve grâce à ses yeux. Ce match reçoit la note de trois étoiles et demi sur cinq car il y a « une utilisation innovantes des différents objets ce qui a contribué à conclure ce spectacle sur une bonne note ». Enfin les deux matchs pour les titres majeurs sont notés assez sévèrement : le match entre John Cena et Sheamus est « trop lent sur la deuxième moitié du match avec une fin est controversé pour un futur match revanche » et le match entre l'Undertaker et Batista est « pas mémorable » car « l'équipe créative souhaite un match revanche entre Batista et Undertaker, qui a joué le jeu en se montrant vulnérable » et ne reçoit qu'une étoile et demi.